# Józef Grudzień
Józef Grudzień (1. dubna 1939, Piasek Wielki, Polsko – 17. června 2017) byl polský boxer.
Na Letních olympijských hrách 1964 v Tokiu získal zlatou medaili ve váhové kategorii do 60 kg. O čtyři roky později na olympiádě v Ciudad de México získal stříbrnou medaili. Je též mistrem Evropy z roku 1967.